# Woolston with Martinscroft
Woolston with Martinscroft var en civil parish från 1866 till 1933 då den blev en del av Woolston och Croft, i grevskapet Lancashire (nu Cheshire), i England. Civil parish hade 530 invånare år 1931.